# Viilajärvi
Viilajärvi är en sjö i kommunen Heinola i landskapet Päijänne-Tavastland i Finland. Sjön ligger 83,8 meter över havet. Arean är 3,33 kvadratkilometer och strandlinjen är 29,46 kilometer lång. Sjön  ingår i Kymmene älvs huvudavrinningsområde.   Den ligger omkring 41 km nordöst om Lahtis och omkring 140 km nordöst om Helsingfors. 
I sjön finns öarna Sorsaluodot, Ritasaari, Selkäluodot, Palosaari, Papinsaaret, Lukkarinluodot, Honkasaari, Muskansaari, Huvilasaari, Niinisaari, Mäntysaaret, Lanttusaaret, Koivusaari och Aittosaari. 
Viilajärvi ligger söder om Imjärvi och sydöst om Ala-Rieveli. 